# Gemmotheres
Gemmotheres is een geslacht van kreeftachtigen uit de klasse van de Malacostraca (hogere kreeftachtigen).

## Soort
- Gemmotheres chamae (Roberts, 1975)